# Histiotus macrotus
Histiotus macrotus је врста слепог миша из породице вечерњака (лат. Vespertilionidae).

## Распрострањење
Ареал врсте је ограничен на мањи број држава. 
Врста има станиште у Аргентини, Перуу, Боливији и Чилеу.

## Угроженост
Ова врста није угрожена, и наведена је као последња брига јер има широко распрострањење.